# Chicagoland Speedway

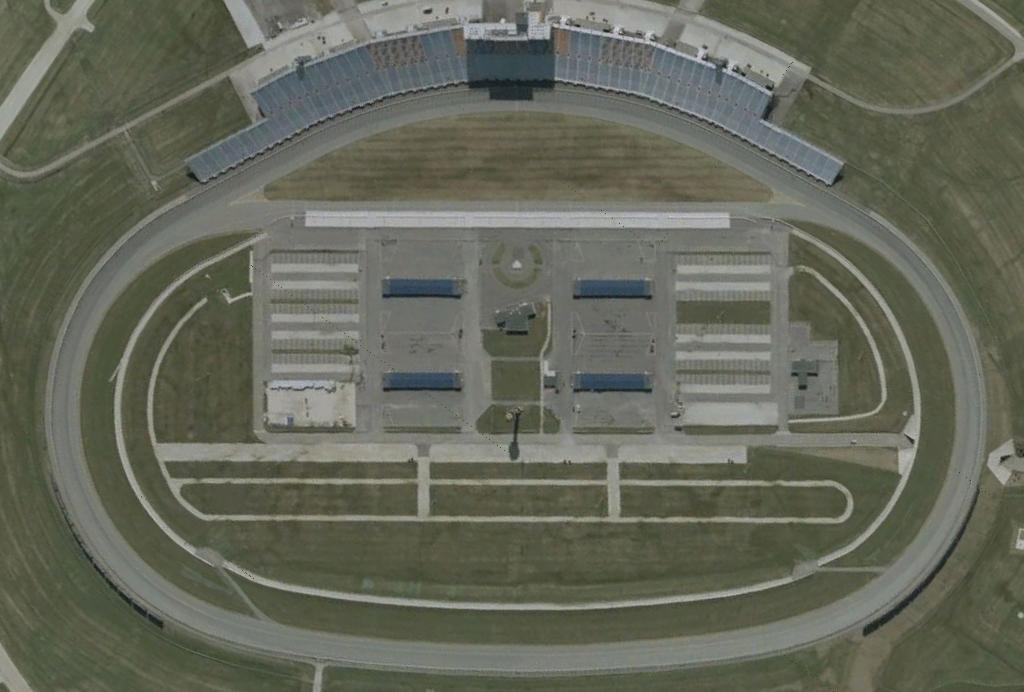
Satellitbild över Chicagoland Speedway.

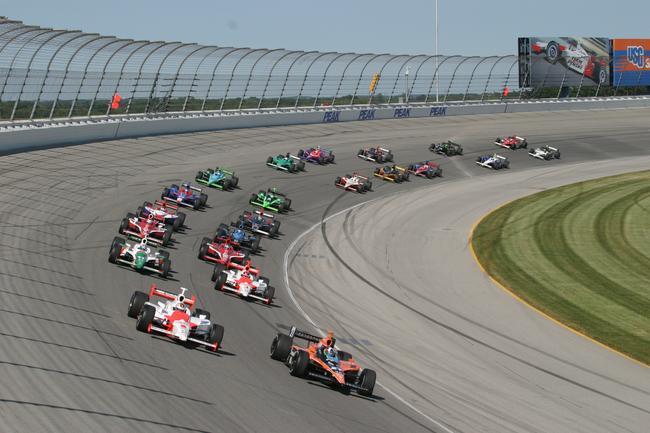
IndyCar Series på Chicagoland Speedway.

Chicagoland Speedway är en amerikansk ovalbana som ligger i Joliet, Illinois. Den är 2,4 kilometer lång och rymmer 75 000 åskådare.

## Banan
Banan byggdes åren 1999 och 2000, och stod färdig att användas till 2001. Både NASCAR och Indy Racing League började använda banan årligen. Den är D-formad, med 18° banking i kurvorna, 11° på start- och målrakan, och dessutom även 5° på bakrakan, som även den kröker sig något, vilket gör den unik bland intermediateovalerna. Banan är även berömd för oerhört jämna målgångar i IndyCar-sammanhang. År 2008 vann Hélio Castroneves med 0,003 sekunder före Scott Dixon. Den jämnaste målgången inom motorsporten skedde också på banan, då Logan Gomez vann med 0,0005 sekunder före Alex Lloyd i Indy Lights 2007. På banan vann även Dario Franchitti IndyCar Series 2007, efter att ha passerat titelrivalen Scott Dixons bränsletomma bil i sista kurvan. Även 2006 års avslutning var spektakulär, då Dan Wheldon tog en nödvändig seger, men Sam Hornish Jr. blev trea och tog titeln. Hade furan Hélio Castroneves kommit en placering högre hade han vunnit titeln. 

## Kvalrekord
| Serie             | Förare         | Tid       | Snittfart (km/h) |
| ----------------- | -------------- | --------- | ---------------- |
| IndyCar Series    | Richie Hearn   | 24,521 s. | 359.14           |
| NASCAR Sprint Cup | Jimmie Johnson | 28,721 s. | 302.71           |